# Maurice Lafont
Maurice Lafont (13 de setembre de 1927 - 8 d'abril de 2005) fou un futbolista francès.

## Selecció de França
Va formar part de l'equip francès a la Copa del Món de 1958.